# Fetih 1453
Fetih 1453 (del inglés: The Conquest 1453) es una película de tipo drama épico-histórico turco dirigido por Faruk Aksoy. El tema de la película trata de la Conquista de Constantinopla por el Imperio otomano. Es el filme más caro de la historia del cine turco con un presupuesto de 17 millones de liras turcas, además de ser el filme que en menos tiempo ha conseguido sobrepasar el récord de 4 millones de espectadores. El filme acabó la segunda semana con 4.105.000 espectadores en Turquía, Europa y Estados Unidos.

## Recepción
El primer ministro turco, Recep Tayyip Erdoğan vio una proyección especial antemano y afirmó que la película le gustó mucho. El filme ha causado una fuerte indignación en Grecia, siendo acusada de racista y de ocultar hechos históricos.